# Tipula (Formotipula) melanomera gracilispina
Tipula (Formotipula) melanomera gracilispina is een ondersoort van de tweevleugelige Tipula (Formotipula) melanomera uit de familie langpootmuggen (Tipulidae). De ondersoort komt voor in het Oriëntaals gebied.